# Niki (azienda)
Niki, anche conosciuta come FlyNiki, era una compagnia aerea semi-lowcost con sede all'Aeroporto di Vienna-Schwechat, in Austria, attiva dal 2003 al 2017. Serviva principalmente destinazioni d'affari e di vacanze, ma operava anche voli charter verso destinazioni europee ed egiziane da Vienna e Linz. Nel 2017 Lauda ha fondato Laudamotion usando gli aerei della ex compagnia e dell'Airberlin.

## Storia
Nel 2003 Niki Lauda, ex-pilota di Formula 1, acquisì il vettore Aero Lloyd Austria. Dopo l'acquisto, la nuova compagnia diede inizio alle operazioni il 28 novembre 2003 con un nome temporaneo: FlyNiki. Il 9 gennaio 2004, Niki annunciò l'inizio della cooperazione con Air Berlin. I due vettori definirono la loro cooperazione come "la prima alleanza europea tra compagnie aeree a basso costo". Anche il vettore russo S7 Airlines si unì a quest'alleanza. Le tre compagnie fecero parte di oneworld (S7 Airlines a fine 2010, Airberlin nel 2012 e Niki insieme a quest'ultima). L'annuncio definitivo fu fatto il 27 luglio 2010. Il vettore è stato parzialmente posseduto dalla stessa Airberlin (49,9%) e nel 2010 aveva 770 dipendenti.
A seguito del fallimento di Air Berlin, la compagnia in un primo tempo venne interamente acquisita da Lufthansa, insieme ai 53 aerei di AB e all'operatore regionale Walter; nel dicembre 2017, però, la compagnia tedesca si ritirò dall'accordo, con il conseguente blocco dei voli e la richiesta, da parte dei vertici di Niki, di aprire una procedura di insolvenza.

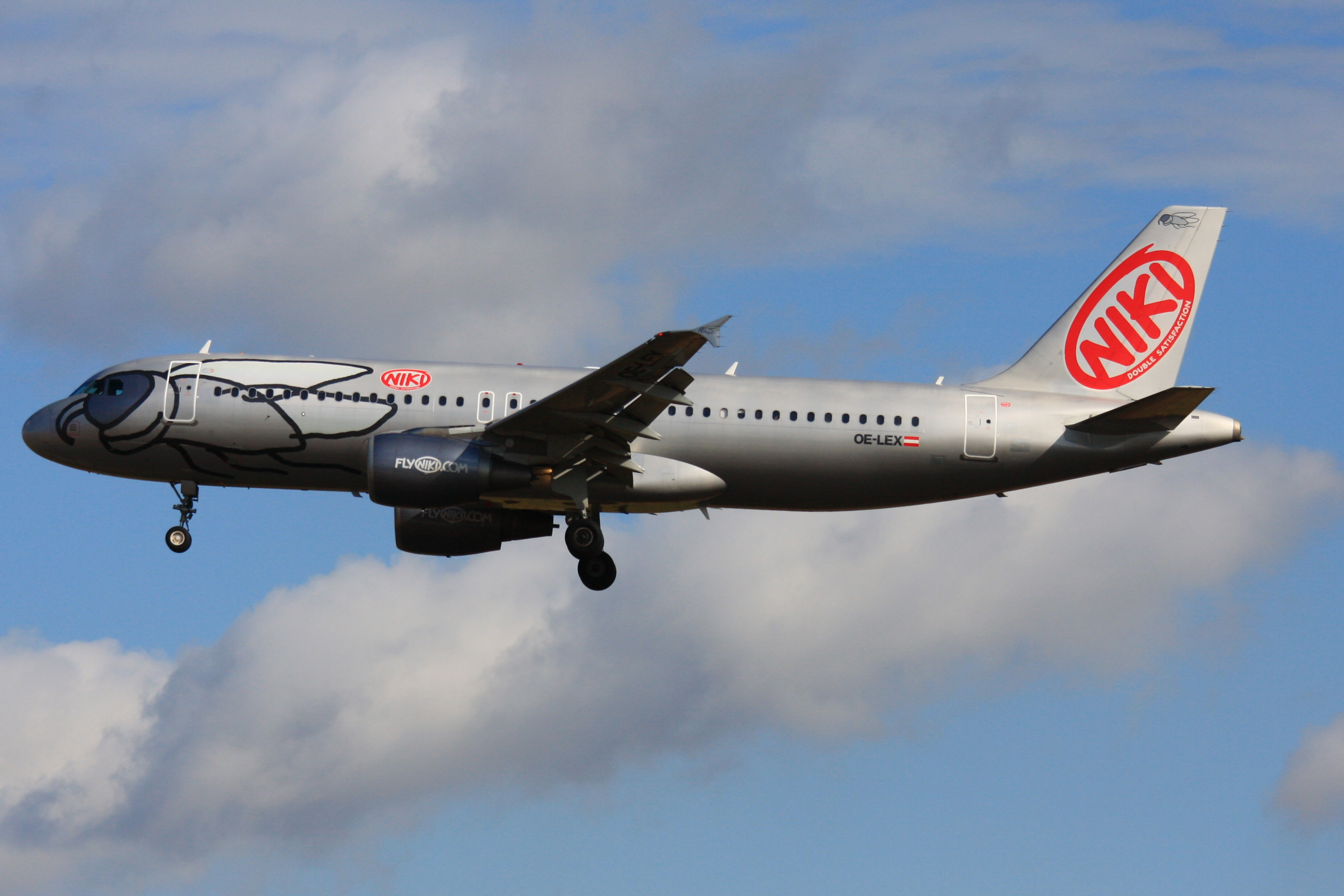
Airbus A320

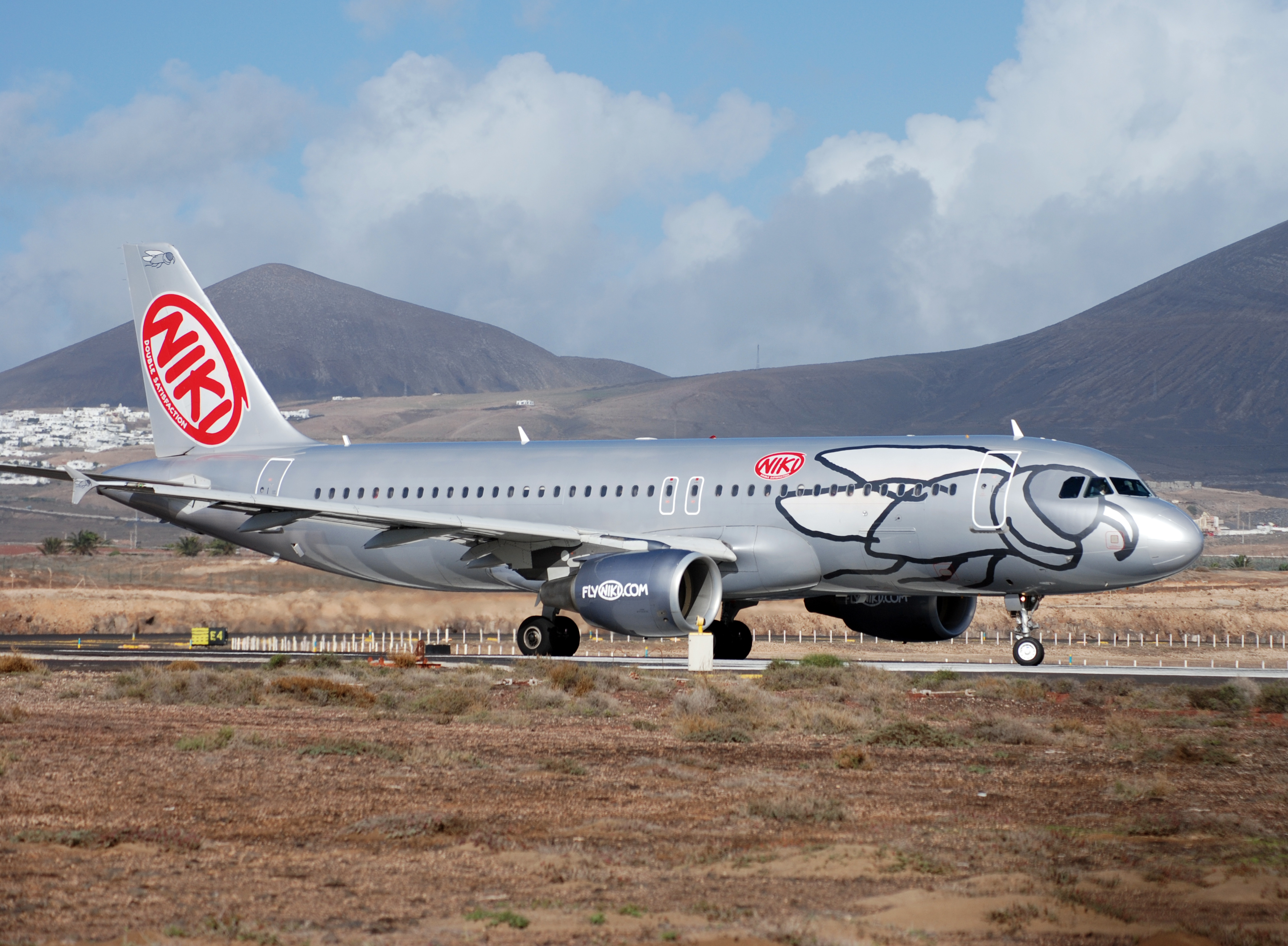
Airbus A320

Nel gennaio 2018 si parlò di un'acquisizione da parte di International Airlines Group grazie ad un’operazione del valore di circa 36,5 milioni di euro; l’acquisizione si sarebbe conclusa con l’acquisto di circa 15 Airbus A320 e il mantenimento di circa 740 dipendenti. Successivamente, però, l'accordo non venne confermato, e la compagnia venne invece riacquistata da Niki Lauda, attraverso la sua società Laudamotion GmbH (fermo restando l'acquisto di 15 nuovi aeromobili e il mantenimento dei 740 dipendenti, uniti ad una partnership con la compagnia tedesca Condor). La Niki assumerà quindi la nuova denominazione di Laudamotion.
La livrea della Niki è caratterizzata da uno sfondo argentato, con una mosca stilizzata nella parte anteriore della carlinga.

## Servizi offerti

### Programma fedeltà
Topbonus, il programma di fidelizzazione Niki, era gestito in collaborazione con Air Berlin.

### Servizio di bordo
Nei voli di corto raggio Niki offre sandwich gratuiti e bevande analcoliche. Inoltre offre un servizio pasto buy on board. Nei voli charter e in qualche destinazione business sono serviti anche pasti caldi.

## Curiosità
- I velivoli Niki hanno come nome un tipo di danza. Per esempio, l'Embraer 190 OE-IHB si chiama "Lambada" e l'Airbus A321-200 OE-LES si chiama "Boogie Woogie".[5]